# Danielle Macdonald
Danielle Louise Macdonald (Sydney, 19 de maio de 1991) é uma atriz australiana conhecida por ter atuado como protagonista nos filmes Patti Cake$ (2017), no qual interpretou a personagem Patricia "Patti" Dombrowski e Dumplin' (2018), no qual deu vida à personagem Willowdean Dickson. Ela também ficou conhecida por suas atuações no filme Bird Box, um suspense pós-apocalíptico em que interpretou a personagem Olympia; pelo filme Skin, no papel de Julie e pela série da Netflix Unbelievable, no papel de Amber.

## Infância e primeiros passos
Danielle Macdonald nasceu em Sydney, na Austrália, em 19 de maio de 1991. Estudou no Instituto Australiano de Artes Cênicas em Naremburn, Nova Gales do Sul.
Cursou artes cênicas, improvisação e atuação para cinema. Aos 17 anos, fez algumas aulas de atuação em Los Angeles e foi incentivada a se mudar para os Estados Unidos, para tentar avançar na carreira. Mudou-se para Hollywood aos 18 anos, após decidir que atuar seria sua vida.

## Carreira
Aos 18 anos, Danielle Macdonald mudou-se para Los Angeles para seguir a carreira de atriz. Ela foi a primeira escolhida para interpretar a personagem Becca Huffstatter na série Huge, do canal ABC, mas seu visto não foi emitido a tempo e ela não conseguiu assumir o papel. O primeiro longa-metragem do qual participou foi The East, que estreou no Festival de Cinema de Sundance de 2013.
Ela também ficou conhecida pelo papel de Alice Manning no filme policial Um Passado Sombrio (Every Secret Thing) (2014), no qual atuou ao lado de Dakota Fanning, Diane Lane e Elizabeth Banks. Katherine Pushkar, do New York Daily News, escreveu o seguinte comentário a respeito da atriz, analisando sua participação em Um Passado Sombrio: "O filme de fato pertence a Danielle Macdonald, por sua eficaz atuação como a cruel e ciumenta Alice". Macdonald ainda participou como atriz coadjuvante no filme Trust Me.
Em 2016, ela apareceu no final da sexta temporada de American Horror Story: Roanoke como Bristol Windows. No ano seguinte, estrelou o filme Patti Cake$ como uma aspirante a rapper em Nova Jersey.
Em dezembro de 2017, Macdonald apareceu na série da Netflix Easy, no papel de uma adolescente que se vinga dos pais ricos quando eles a forçam a ir à igreja toda semana.
Em 2018, Macdonald apareceu em dois filmes da Netflix: em Dumplin', uma adaptação de um romance para adolescentes escrito por Julie Murphy, no qual atuou ao lado de Jennifer Aniston; e em Bird Box, como Olympia, uma mulher grávida que tenta sobreviver após a chegada de seres sobrenaturais que fazem as pessoas quererem se suicidar quando os veem. Ela também interpretou a personagem Julie no curta-metragem Skin, vencedor do Oscar.
Em 2019, Macdonald apareceu como Lillian Roxon em I am Woman: a voz da mudança (I am Woman), a cinebiografia da cantora Helen Reddy, e nesse filme a atriz pôde exibir seu sotaque australiano. Sobre o papel, ela disse: "Adoro o fato de que o filme mostra duas mulheres australianas que decidem ir para os Estados Unidos sozinhas em uma época em que isso não era comum. Elas tiveram uma presença marcante e disseram 'é isso que eu quero fazer, é essa carreira que eu quero seguir'. Obviamente, eu também saí da Austrália aos 18 anos para seguir uma carreira louca, então entendi e me identifiquei."
Em 2021, Macdonald estrelou com Michelle Pfeiffer em Saída à Francesa (French Exit). Sobre trabalhar com Pfeiffer, Macdonald afirmou: "Michelle foi tão gentil e sincera o tempo todo, estava sempre a postos para trabalhar. Fazer aquela cena com ela no banheiro, em que estávamos somente nós duas, e eu não falo uma palavra, apenas fico observando-a executar o monólogo completo, foi deslumbrante. Eles me perguntaram por que eu estava chorando e era porque eu estava reagindo à performance! Ela é incrível. Foi fantástico presenciar uma aula magistral de atuação diante de mim".

## Vida pessoal
Danielle tem descendência italiana por parte de mãe.
Macdonald foi pessoalmente afetada pelos catastróficos incêndios florestais de verão na Austrália em 2019-20, quando a casa de seu primo foi incendiada. Ela estava passando o Natal com a família em Batemans Bay, em Nova Gales do Sul, mas todos tiveram que deixar o local e se refugiar em um local mais seguro. A viagem de carro que fizeram normalmente duraria três horas, mas eles levaram 13 horas para atravessar uma região devastada pelas queimadas.
Ela mora com colegas de quarto e animais resgatados em Los Angeles. Ela atua em defesa dos animais, foi pescetariana por cinco anos e aderiu ao veganismo no início de 2020.

## Filmografia

### Cinema
| Ano  | Título                     | Papel                       | Diretor          | Notas       |
| ---- | -------------------------- | --------------------------- | ---------------- | ----------- |
| 2010 | The Thief                  | Cashier                     | Rachel Weisz     | Filme curto |
| 2013 | The East                   | Tess                        | Zal Batmanglij   |             |
| 2013 | Trust Me                   | Delia                       | Clark Gregg      |             |
| 2014 | Every Secret Thing         | Alice Manning               | Amy J. Berg      |             |
| 2015 | Tortoise                   | Terry                       | Jean Lee         | Filme curto |
| 2017 | Patti Cake$                | Patricia "Patti" Dombrowski | Geremy Jasper    |             |
| 2017 | Lady Bird                  | Olivia                      | Greta Gerwig     |             |
| 2018 | Skin                       | Christa                     | Guy Nattiv       | Filme curto |
| 2018 | Skin                       | Julie Price                 | Guy Nattiv       |             |
| 2018 | Bird Box                   | Olympia                     | Susanne Bier     |             |
| 2018 | Dumplin'                   | Willowdean Dickson          | Anne Fletcher    |             |
| 2019 | Paradise Hills             | Chloe                       | Alice Waddington |             |
| 2019 | Extracurricular Activities | Becky Wallace               | Jay Lowi         |             |
| 2019 | I Am Woman                 | Lillian Roxon               | Unjoo Moon       |             |
| 2020 | French Exit                | Madeleine                   | Azazel Jacobs    |             |
| 2020 | Falling for Figaro         | Millie                      | Ben Lewin        |             |

### Televisão
| Ano       | Título                         | Papel           | Notas                                  |
| --------- | ------------------------------ | --------------- | -------------------------------------- |
| 2011      | Glee                           | Garota #1       | Episódio: "Born This Way"              |
| 2013      | Newsreaders                    | Pam Bell        | Episódio: "Fit Town, Fat Town"         |
| 2014      | Pretty Little Liars            | Cathy Perez     | Episódio: "Whirly Girly"               |
| 2014      | Toolies                        | Sarah Craig     | 5 episódios                            |
| 2015      | 2 Broke Girls                  | Ashlin          | Episódio: "And the Knock-Off Knockout" |
| 2015      | The Middle                     | Amy RA          | Episódio: "Cutting the Cord"           |
| 2016      | American Horror Story: Roanoke | Bristol Windows | Episódio: "Chapter 10"                 |
| 2017      | The Rachels                    | Ashley          | Filme                                  |
| 2017–2019 | Easy                           | Grace           | 2 episódios                            |
| 2019      | Unbelievable                   | Amber           | 7 episódios                            |
| 2022      | The Tourist                    | Helen           | 6 episódios                            |